# 높으신 분이 말하기를

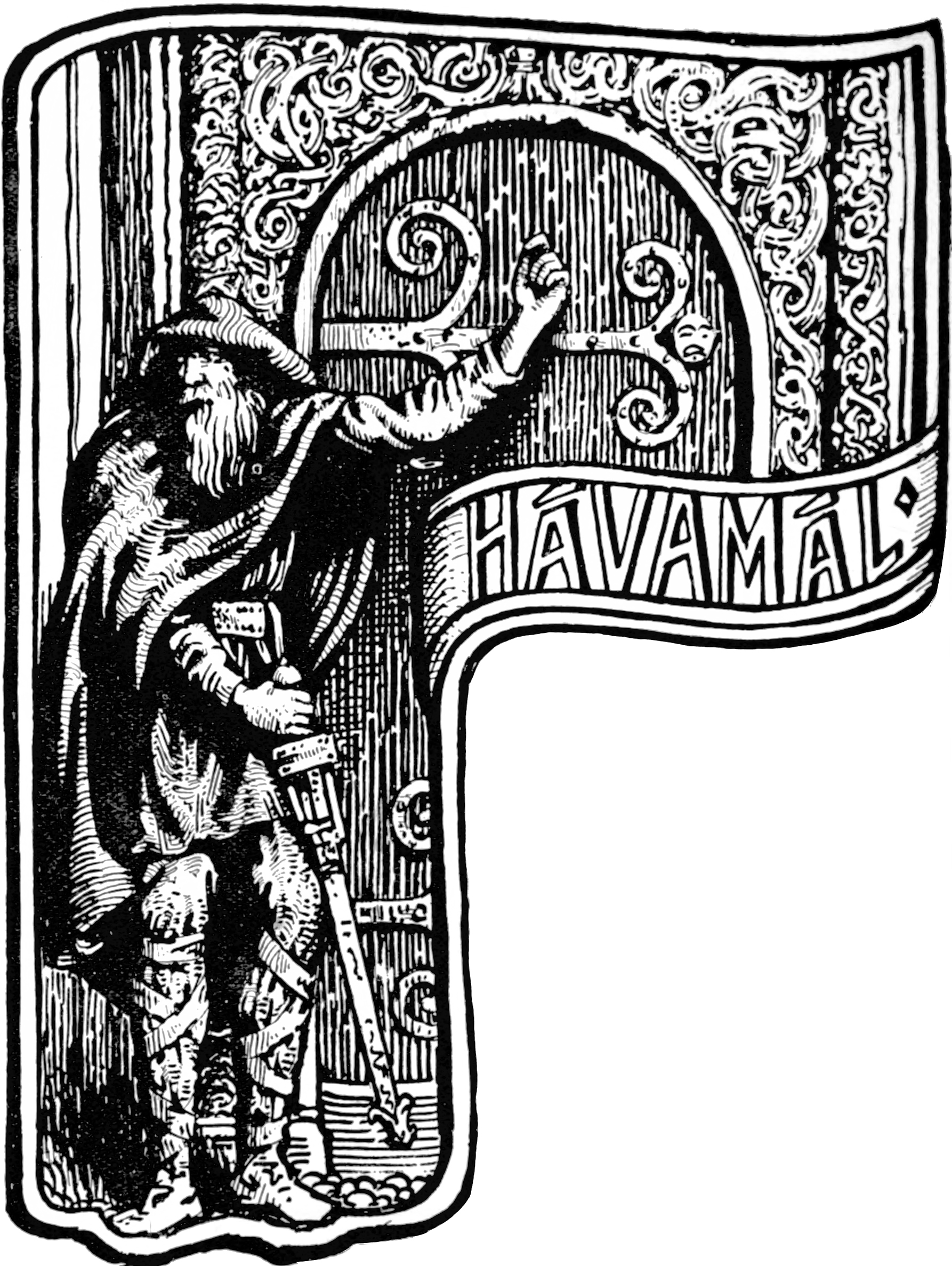
〈문 앞에 선 낯선 이〉(1908년, 윌리엄 게르솜 콜링우드 작)

〈높으신 분이 말하기를〉(고대 노르드어: Hávamál 하바말; 영어: sayings of the high one)은 바이킹 시대의 고대 노르드어 시집인 고 에다에 속해있는 시 중 한편이다. 여러 짧은 시들이 모여서 이 시 한편을 구성하고 있으며, 삶과 지혜에 대한 금언적 내용이 주를 이루고 있다.
성경 지혜서가 솔로몬이 썼다고 하는 것처럼, 〈높으신 분이 말하기를〉의 시들은 오딘이 하는 말이라고 한다. 이것이 오딘의 말임을 암시함으로써, 각종 신화적 요소를 쉬이 오딘과 관계지을 수 있다.
이 시의 대부분은 료다하트(Ljóðaháttr)라는 운율에 따라 지어져 있다. 이 운율은 지혜의 운문과 관련이 있으며, 〈높으신 분이 말하기를〉은 그 내용상 현실적이면서 동시에 형이상학적이라고 할 수 있다.
금언적인 〈높으신 분이 말하기를〉 뒤에는 오딘이 룬 문자를 익히게 된 이야기를 다룬 〈룬의 노래〉(고대 노르드어: Rúnatal 루나탈)와, 여러 마법 구호나 갈드 주문의 목록인 〈료드의 노래〉(고대 노르드어: Ljóðatal 료다탈)가 이어져 있다.